# Candango de Melhor Ator
Trata-se do mais antigo prêmio para atores de cinema brasileiro conferido anualmente desde 1965 pelo Festival de Brasília do Cinema Brasilieiro. Além da estatueta "Candango" os vencedores recebem um prêmio de R$5 mil.

## História

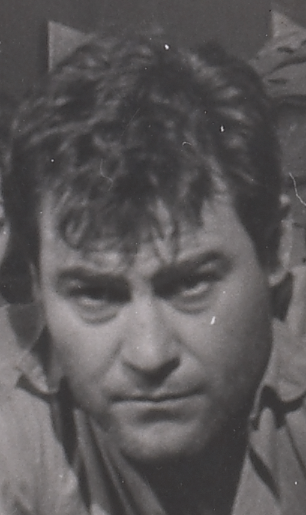
Leonardo Villar foi o primeiro a receber o Candango de Melhor Ator.

O primeiro ator a vencer o prêmio foi Leonardo Villar, em 1965, por sua atuação no filme A Hora e a Vez de Augusto Matraga. De lá para cá 47 homens receberam a láurea, nos 45 anos do prêmio. A diferença é justificada pela não realização do festival entre os anos de 1972 e 1974, vetado pela Ditadura Militar do Brasil e eventuais prêmios divididos.
Em duas ocasiões o prêmio foi dividido por dois atores. Isso aconteceu em 1997 com Ernesto Piccolo e Marcos Palmeira, por Como Ser Solteiro e Anahy de las Misiones, respectivamente, e novamente em 2001, com Selton Melo, por Lavoura Arcaica e Werner Schunemann, por Netto Perde Sua Alma.
Os dois maiores vencedores da categoria são Paulo José e José Dumont, cada um recebeu o prêmio três vezes. Paulo em 1966, 1967 e 1976, enquanto Dumont venceu em 1980, 1985 e 1998.
Outros quatro atores venceram o prêmio duas vezes: Othon Bastos (1970 e 1989), Nelson Xavier (1978 e 1983), Fernando Eiras (1995 e 2005) e Rodrigo Santoro (2000 e 2011).
Apenas dois estrangeiros conquistaram o prêmio (sempre atuando em filmes nacionais, já que o festival é dedicado exclusivamente ao cinema brasileiro). Foi o caso do mexicano Chico Diaz, em 2002, e do belga Jean-Claude Bernardet, em 2008.

## Vencedores
- 2023: Renato Novaes, por O Dia que Te Conheci [2]
- 2022: Carlos Francisco, por Canção ao Longe [3]
- 2021: Eduardo Moscovis, por Ela e Eu [4]
- 2020: não houve prêmio nesta categoria por causa da pandemia de Covid-19 [5]
- 2019: Regis Myrupu por A febre [6]
- 2018: Aldri Anunciação, por Ilha [7]
- 2017: Aristides de Sousa por Arábia [8]
- 2016:  Rômulo Braga, por Elon não acredita na morte[9]
- 2015:  Matheus Nachtergaele, por Big Jato[10]
- 2014:  Marquim do Tropa, por Branco Sai, Preto Fica[11]
- 2013:  Pedro Maia, por Depois da Chuva[12]
- 2012:  Waldemar José Solha, por Era uma vez eu, Verônica[13]
- 2011:  Rodrigo Santoro, por Meu País[14]
- 2010:  Fernando Bezerra, por Transeunte[15]
- 2009:  Paulo Miklos, por É Proibido Fumar[16]
- 2008:  Jean-Claude Bernardet, por Filmefobia[17]
- 2007:  Eucir de Souza, por Meu Mundo em Perigo[18]
- 2006:  Maxwell Nascimento, por Querô
- 2005:  Fernando Eiras, por Incuráveis
- 2004:  Leonardo Medeiros, por Cabra-cega
- 2003:  Paulo César Peréio, por Armada
- 2002:  Chico Diaz, por Amarelo Manga
- 2001:  Selton Melo, por Lavoura Arcaica e  Werner Schunemann, por Netto Perde Sua Alma
- 2000:  Rodrigo Santoro, por Bicho de Sete Cabeças
- 1999:  Everaldo Pontes, por São Jerônimo
- 1998:  José Dumont, por Kenoma
- 1997:  Ernesto Piccolo, por Como Ser Solteiro e  Marcos Palmeira, por Anahy de las Misiones
- 1996:  Tonico Pereira, por O Cego que Gritava Luz
- 1995:  Fernando Eiras, por O Mandarim
- 1994:  Nuno Leal Maia, por Louco Por Cinema
- 1993:  Emmanuel Cavalcanti, por A Saga do Guerreiro Alumioso
- 1992:  José Mayer, por Perfume de Gardênia
- 1991:  Hugo Carvana, por Vai Trabalhar, Vagabundo II
- 1990:  Chiquinho Brandão, por Beijo 2348/72
- 1989:  Othon Bastos, por Os Sermões
- 1988:  Angel Palomero, por O Mentiroso
- 1987:  Paulo Autran, por O País dos Tenentes
- 1986:  Carlos Gregório, por Baixo Gávea
- 1985:  José Dumont, por A Hora da Estrela
- 1984:  Rudi Lagemann, por Me Beija
- 1983:  Nelson Xavier, por O Mágico e o Delegado
- 1982:  Wilson Grey, por O Segredo da Múmia
- 1981:  Edson Celulari, por Asa Branca - Um Sonho Brasileiro
- 1980:  José Dumont, por O Homem que Virou Suco
- 1979:  Otávio Augusto, por Muito Prazer
- 1978:  Nelson Xavier, por A Queda
- 1977:  Lima Duarte, por O Crime do Zé Bigorna
- 1976:  Paulo José, por O Rei da Noite
- 1975:  Milton Gonçalves, por A Rainha Diaba
- 1974: o festival foi proibido pela ditadura
- 1973: o festival foi proibido pela ditadura
- 1972: o festival foi proibido pela ditadura
- 1971:  Carlos Kroeber, por A Casa Assassinada
- 1970:  Othon Bastos, por Os Deuses e os Mortos
- 1969:  Grande Otelo, por Macunaíma
- 1968:  Joel Barcellos, por Jardim de Guerra
- 1967:  Paulo José, por Edu, Coração de Ouro
- 1966:  Paulo José, por Todas as Mulheres do Mundo
- 1965:  Leonardo Villar, por A Hora e a Vez de Augusto Matraga